# Specijalna jedinica PU Brodsko-posavska "Šap"
Specijalna jedinica PU Slavonski Brod "Šimini anđeli pakla" (Šap) bila je postrojba posebne namjene hrvatske policije. Osnovana je 15. ožujka 1991. godine.

## Povijest
Nakon prvih višestranačkih izbora u Hrvatskoj, čije održavanje i čiji rezultati nisu bili po volji velikosrpskim krugovima, dio srpskog stanovništva nije prihvatio novu demokratski izabranu hrvatsku vlast. Uskoro dolazi do pobune dijela srpskog pučanstva. Ni nakon osamostaljenja Republike Hrvatske situacija se nije poboljšala.
Te su okolnosti dovele da je ondašnji ministar unutarnjih poslova RH Josip Boljkovac zapovijedio 15. ožujka 1991. godine da se na području PU Slavonskog Broda započne s formiranjem Posebne postrojbe policije. Osnovana je 15. ožujka 1991. godine pod nazivom Posebna jedinica policije. U sastav postrojbe ušli su pripadnici ondašnje Policijske stanice Slavonski Brod, s dva aktiva i jednim pričuvnim vodom, Policijske stanice Nova Gradiška i Požega s po jednim pričuvnim vodom. Postrojbu su činili mladi ljudi koji su sredinom lipnja 1990. godine primljeni u policiju te prošli uvježbavanje u Obučnom centru MUP-a u Valbandonu.
Specijalna jedinica policije „Šimini anđeli pakla“ dale je veliki prinos obrani svoje domovine Hrvatske u obrambenom Domovinskom ratu. Na kraju svih borbenih djelovanja, SJP imala je osam poginulih pripadnika, 86 ranjenih, 13 nesretno-smrtno stradalih i umrlih pripadnika.

## Odlikovanja, priznanja i počasti
- 2012.: Red Nikole Šubića Zrinskog za iskazano junaštvo pripadnika postrojbe u Domovinskom ratu[3]
- 2013.: Na 22. obilježavanju obljetnice osnutka SJP Slavonski Brod otkriveno je spomen-obilježje osmorici poginulih pripadnika SJP Slavonski Brod u Podvinju (ispred baze IJP Sl.Brod).[4]
- 2014.: odlukom predsjednika RH četvorica pripadnika SJP "ŠAP" odlikovani su odličjem Redom hrvatskog trolista: Stjepan Tutek, Damir Pavičić, Nenad Mutić i Mario Vujić[5]

## Vanjske poveznice
- MUP, Specijalna policija  Arhivirana inačica izvorne stranice od 4. travnja 2015. (Wayback Machine)